# 大前駅
大前駅（おおまええき）は、群馬県吾妻郡嬬恋村大字大前にある、東日本旅客鉄道（JR東日本）吾妻線の駅で、同線の終着駅である。
ほとんどの列車がひとつ手前の万座・鹿沢口駅で折り返すため、当駅に乗り入れる列車は少なく、日中は6時間以上発着のない時間帯もある。駅の標高は840.4メートルで、また群馬県内および関東地方の普通鉄道の駅としては最西端である。

## 歴史
- 1971年（昭和46年）3月7日：吾妻線・長野原駅（現：長野原草津口駅） - 当駅間開業の際に開設[1]。開業当時より無人駅である[2]。
- 1987年（昭和62年）4月1日：国鉄分割民営化により、JR東日本の駅となる[3]。
- 2014年（平成26年）10月1日：東京近郊区間に編入される[4]。

## 駅構造
単式ホーム1面1線を有する地上駅。ホーム上にコンクリート造りの待合所が置かれていて、トイレも併設されている。長野原草津口駅管理の無人駅。
当駅のプラットホームは4両編成分の長さであるが、線路はホームの端から約100メートルほど奥に延びている。架線も線路末端付近まで張られているため、かつて特急「草津」に使われていた651系電車のような7両編成の車両も入線・停車することができる。通常は普通列車以外は来ないが、行楽シーズンなど吾妻線の臨時列車が増発される際には、臨時列車の編成が一時待避するために当駅まで回送されることがある。
ここから嬬恋村中心部を経由して信越本線（現：しなの鉄道北しなの線）豊野駅まで延伸する計画であった。

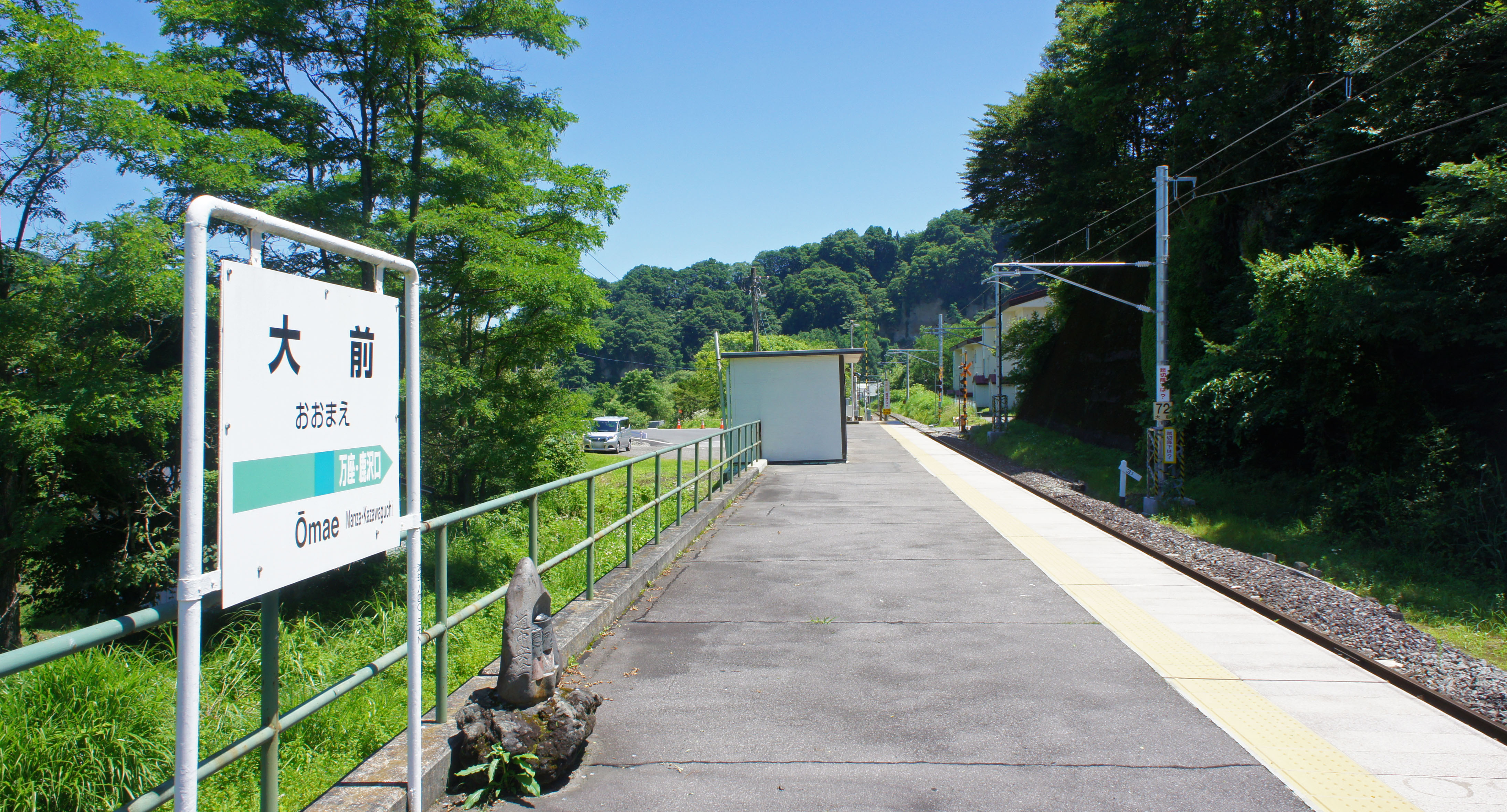
ホーム（2021年7月）

## 利用状況
群馬県統計年鑑によると、1日の平均乗車人員は以下の通りである。
| 年度   | 一日平均 乗車人員 |
| ------ | ----------------- |
| 2002年 | 42                |
| 2003年 | 52                |
| 2004年 | 52                |
| 2005年 | 50                |
| 2006年 | 62                |
| 2007年 | 49                |
| 2008年 | 48                |
| 2009年 | 38                |
| 2010年 | 46                |
| 2011年 | 50                |
| 2012年 | 52                |
| 2013年 | 50                |

2014年以降は無人駅の数値の公表が行われていない。

## 駅周辺
吾妻川沿いにある駅の1つ。国道とは大前橋で結ばれており、国道沿いには民家や村役場や消防署分署がある。
- 嬬恋村役場
- 吾妻広域消防本部西部消防署嬬恋分署
- 嬬恋村デイサービスセンター
- 大前城跡
- 国道144号・国道406号
- 大前橋 - 吾妻川に架かる橋の1つ。
- 吾妻川

## 隣の駅
東日本旅客鉄道（JR東日本）
■吾妻線
万座・鹿沢口駅 - 大前駅